# Окечукву, Габриэль
 Габриэль Окечукву  (англ. Gabriel Okechukwu; род. 28 августа 1995 или 26 августа 1995, Абуджа) — нигерийский футболист, нападающий.
Выступал за сборную Нигерии.

## Клубная карьера
Нигерийский нападающий выступал за любительский клуб «Уотерс», пробовал себя на Мальте. В 2016 году подписал контракт с клубом «Карпаты» из Львова. 5 марта 2016 года дебютировал в составе «Карпат» в игре против одесского «Черноморца», выйдя на замену на 80-й минуте вместо Павла Ксёнза. В декабре 2016 года по обоюдному согласию с клубом расторг контракт и получил статус «свободного агента» и покинул клуб.

## Карьера в сборной
Летом 2015 года вызвался в сборную Нигерии на матчи КАН 2017 против сборной Чада.